# 中共綦江支部旧址
中共綦江支部旧址（邹进贤故居）位于重庆市綦江区古南街道，是中国共产党綦江支部的旧址，也是前中共綦江支部书记、中共烈士邹进贤的故居，2019年被列入第三批重庆市文物保护单位。

## 概况
中共綦江支部旧址位于重庆市綦江区古南街道文昌社区中山路，在中山路小学附近，也是中共烈士邹进贤的故居。该旧址是典型的川南民居，为穿斗式构架，坐北朝南，建筑面积134平方米，占地面积180.33平方米，共两层，底楼是邹家堂屋、邹进贤父母卧室和邹家书铺，二楼是邹进贤书房、邹进贤卧室和中共綦江支部活动室（为了掩护中国共产党的活动，这间会议室平时看起来就是书铺的修书室，党员们开会时才会秘密悬挂起党旗）。旧址陈列馆以图文并茂的方式展示了邹进贤生平、中共綦江支部的历史影响等，成为綦江县“红色文化”的一部分。

## 历史
邹进贤（1899年—1930年）生于今重庆市綦江区古南街道，其青年时期受到五四运动思潮的影响。1922年以优异成绩保送到成都学习，在成都期间，邹进贤参加革命宣传活动，反对帝国主义和军阀的行径，号召青年学生起来参加国民运动。1924年邹进贤毕业回綦江后，发展了胡尧钦，陈治钧等一批团员，并于1925年1月建立了有9名团员的中国社会主义青年团綦江支部，邹进贤任书记。同年邹进贤加入中国共产党。
1926年1月24日晚，中共綦江地下党支部在邹进贤家中成立，邹进贤任书记。这是重庆市有确切记载的最早的中共党支部，也是当时四川最早建立的三个中共党支部之一（另两个是同在1926年创建的中共重庆支部、宜宾特支）、重庆地区最早建立的两个党组织之一（另一个为中共重庆支部），此时綦江支部有9名党员。中共綦江支部成立后，在重庆党团地委带领下，在綦江及周边地区开展国共合作、群众宣传、组织工作，建立了学生联合会、妇女协会、各行帮工会和一部分基层农民协会。同年春末，支部改为特支，邹进贤仍任书记。1930年邹进贤被逮捕并被王陵基杀害。
2013年，中共綦江支部旧址被列入綦江区文物保护单位。2019年2月27日，旧址被列入第三批重庆市文物保护单位。2020年11月，旧址完成修缮。2021年1月27日，中共綦江支部旧址（邹进贤故居）修复完毕，正式对公众免费开放，重庆市委党史研究室对展陈文本编制、设计和布展工作给予了指导。

## 延伸阅读
- 关于綦江中共党组织的详细演变历史，参见：中共綦江县委组织部,中共綦江县委党史工作委员会办公室,綦江县档案局 (编). . 1989.